# دين برودي
دين برودي هو كاتب أغاني ومغني كندي، ولد في 12 أغسطس 1975 في سميذرز في كندا.

## وصلات خارجية
- الموقع الرسمي
- دين برودي على موقع IMDb (الإنجليزية)
- دين برودي على موقع ميوزك برينز (الإنجليزية)
- دين برودي على موقع أول ميوزيك (الإنجليزية)
- دين برودي على موقع ديسكوغز (الإنجليزية)